# 1,6-Diisocyanatohexane
Pour les articles homonymes, voir HDI.
Le 1,6-diisocyanatohexane ou diisocyanate d'hexaméthylène (HDI de l'anglais « hexamethylene diisocyanate ») est un composé organique de formule semi-développée OCN-(CH2)6-NCO. C'est un diisocyanate aliphatique liquide, toxique, incolore à jaunâtre et avec une odeur âcre.

## Synthèse et propriétés
Par rapport aux autres diisocyanates du commerce, le HDI est produit en quantités relativement petites, représentant seulement 3,4% du marché mondial de diisocyanates en 2000. Il est produit par phosgénation d'hexaméthylènediamine. Les vapeurs de diisocyanate  d'hexaméthylène sont six fois plus lourdes que l'air.
Ce composé peut réagir violemment ou explosivement avec les alcools en présence de bases s'il n'est pas suffisamment dilué et réagit aussi avec l'eau.
La limite de la perception absolue de l'odeur du HDI dans l'air est de 0,01 ppm soit 68,8 μg/m3 et la reconnaissance sûre à 100% de son odeur à 0,02 ppm. Sa viscosité cinématique à 20 °C est de 2,29 mm2/s.

## Utilisation
Les diisocyanates aliphatiques sont utilisés dans des applications spéciales, telles que les revêtements en émail (peinture-émail en polyuréthane), qui résistent à l'abrasion et à la dégradation par les rayons ultraviolets. Ces propriétés sont particulièrement souhaitables dans, par exemple, la peinture extérieure appliquée aux avions et aux bateaux. Le HDI est également vendu oligomérisé en tant que trimère sous forme d'un biuret. Bien que plus visqueux sous cette forme, cela réduit sa volatilité et sa toxicité. Au moins trois entreprises vendent ce composé sous cette forme dans le commerce.